# Frans Verhoeven
Frans Verhoeven (* 7. November 1966) ist ein niederländischer Endurorennfahrer.
Von 1996 bis 1997 fuhr Verhoeven in einer niederländischen Motocross-Rennserie. 1999 nahm er an der Enduro Portugal, seiner ersten Enduro, teil, schied aber aufgrund von technischen Problemen aus. 2000 belegte er den vierten Platz bei der Niederländischen Enduro-Meisterschaft und den 20. Platz bei der Enduro-Weltmeisterschaft. Ein Jahr später kam er auf Platz drei bei der niederländischen und bei der französischen Enduro-Meisterschaft. Die ersten Siege gelangen Verhoeven bei den 4 Stunden von Valkenswaard 2000 und 2001. 2003 wurde er Siebter bei der Trilogie General in Frankreich und im Jahr darauf Achter bei der Aveyronnaise classic, ebenfalls in Frankreich.
Verhoeven nahm 2005 auf einer Yamaha erstmals an der Rallye Dakar teil und wurde am Ende 16. Damit war er zweitbester Neueinsteiger. 2006 wurde er aufgrund von technischen Problemen 26. 2007 wurde er Werksfahrer bei KTM und startete als „Wasserträger“ von Cyril Despres bei der Rallye Dakar 2007. Er fuhr mehrmals unter die ersten Zehn, konnte die Rallye aber nicht zu Ende fahren, da er mit zwei ausgekugelten Schultern nach einem Sturz auf der zwölften Etappe aufgeben musste. Zur Saison 2009 wechselte er zum neuen Vectra-Racing-Team und konnte bei der Rallye Dakar 2009 auf der zweiten und der neunten Etappe seine ersten Etappensiege erzielen.